# Motorola Atrix
Atrix est un smartphone conçu et développé par Motorola sous Android 2.3. Il a été présenté au Consumer Electronics Show 2011. En plus d'être un téléphone très haut de gamme (processeur double cœur, 1 Go de RAM, écran 4 pouces incassable, inrayable Gorilla Glass, il a une définition importante pour un 4 pouces (qHD 540×960), un encombrement réduit (seulement 117,8 mm de haut), une batterie longue durée 1930 mA, un port hdmi). Il se transforme en ordinateur sous Ubuntu quand il est connecté à son dock-HD ou à son lapdock pour en faire un ordinateur portable.
Lancé le 24 février 2011, en même temps que trois autres produits : le Motorola Xoom, le Motorola Droid Bionic et le Motorola Cliq 2.

## Caractéristiques
Le Motorola Atrix est le plus petit des téléphones 4 pouces sous Android (en hauteur et largeur mais pas en finesse).
Attention : ce téléphone n'est pas compatible avec la 3G sur la fréquence de 900 MHz. En pratique, des pertes de réseau de données sont à déplorer.

## Vidéo
Le Motorola Atrix prend en charge les formats vidéo suivants (liste non exhaustive)  :
H.263, H.264, MPEG4, VP8
Ainsi que ces formats audio (liste non exhaustive)  :
AAC, AAC+, AMR NB, AMRWB, MP3, XMF.

## Logiciel
L'Atrix fonctionne sous Android 2.3 "Gingerbread". À l'origine, Motorola avait annoncé sa mise à jour vers Android 4 pour finalement l'annuler quelques mois plus tard prétextant que ce modèle n'avait pas les ressources matérielles suffisantes pour en bénéficier. Or, il s'avère que la tablette Motorola Xoom, sortie à la même date et partageant les mêmes caractéristiques techniques que l'Atrix, a bien été migrée sous Android 4. En agissant de la sorte, Motorola a lésé de très nombreux clients et provoqué la colère de ces derniers. En réaction, les internautes ont lancé le site supportmymoto.com pour protester contre Motorola qui n'a pas respecté les règles de la certification "Android Update Alliance"  qui vise à fournir 18 mois de support après la mise sur le marché d'un nouveau modèle.

## Accessoires
Le Motorola Atrix pourra être installé sur  :
- un dock-HD permettant de brancher clavier/souris/écran/chargeur permettant d'avoir un PC sous Ubuntu.
- un Lapdock  "écran/clavier portable" permettant de se transformer en PC portable sous Ubuntu.